# (21674) Renaldowebb
(21674) Renaldowebb (1999 RG18) – planetoida z pasa głównego asteroid okrążająca Słońce w ciągu 4,25 lat w średniej odległości 2,62 j.a. Odkryta 7 września 1999 roku.